# Очеретянка тупокрила
Очеретянка тупокрила (Acrocephalus concinens) — вид співочих птахів з родини очеретянкових (Acrocephalidae).

## Поширення
Вид поширений в Афганістані, Китаї, Індії, Лаосі, М'янмі, Непалі, Пакистані, Таїланді та В'єтнамі. Населяє зарості очерету, високу траву та подібну рослинність у безпосередній близькості від води, вологі долини приблизно до висоти 3000 м, поза зоною розмноження також невеликі чагарники та прибережні верби.

## Опис
Дрібний птах, завдожки 13-14 см і вагою від 7 до 9 г. Ця сіра несмугаста очеретянка має помітну білувату смужку над оком, яка трохи простягається позаду ока, і тонку темну смужку на оці. Верхня частина коричнево-оливкового кольору, тулуб і верхня частина хвоста трохи червоно-бурі. Хвіст чорнуватий з оливково-бурою облямівкою. Нижня сторона білувата, грудка, боки і підхвістя мають жовто-бурий відтінок. Райдужка темно-коричнева, як і наддзьоб, нижній дзьоб блідий, ноги рожеві.

## Спосіб життя
Раціон складається з комах, включаючи жуків і перетинчастокрилих. Період розмноження - з кінця квітня до серпня. Гніздо будує із травинок, волокон очерету навколо кількох прямостоячих стебел рослин близько до землі на висоту 1 м. Кладка складається з 3-4 яєць.

## Підвиди
Включає три підвиди:
- Acrocephalus concinens concinens (Swinhoe, 1870) — Китай, зимує в М'янмі та Таїланді, іноді також у Лаосі.
- Acrocephalus concinens haringtoni Witherby, 1920 — Афганістан, Пакистан, північний захід Індії, зимує в Бангладеш та М'янмі.
- Acrocephalus concinens stevensi E. C. S. Baker, 1922 — північний схід Індії, Бангладеш і М'янма, не мігрує.